# Hadaka Macuri

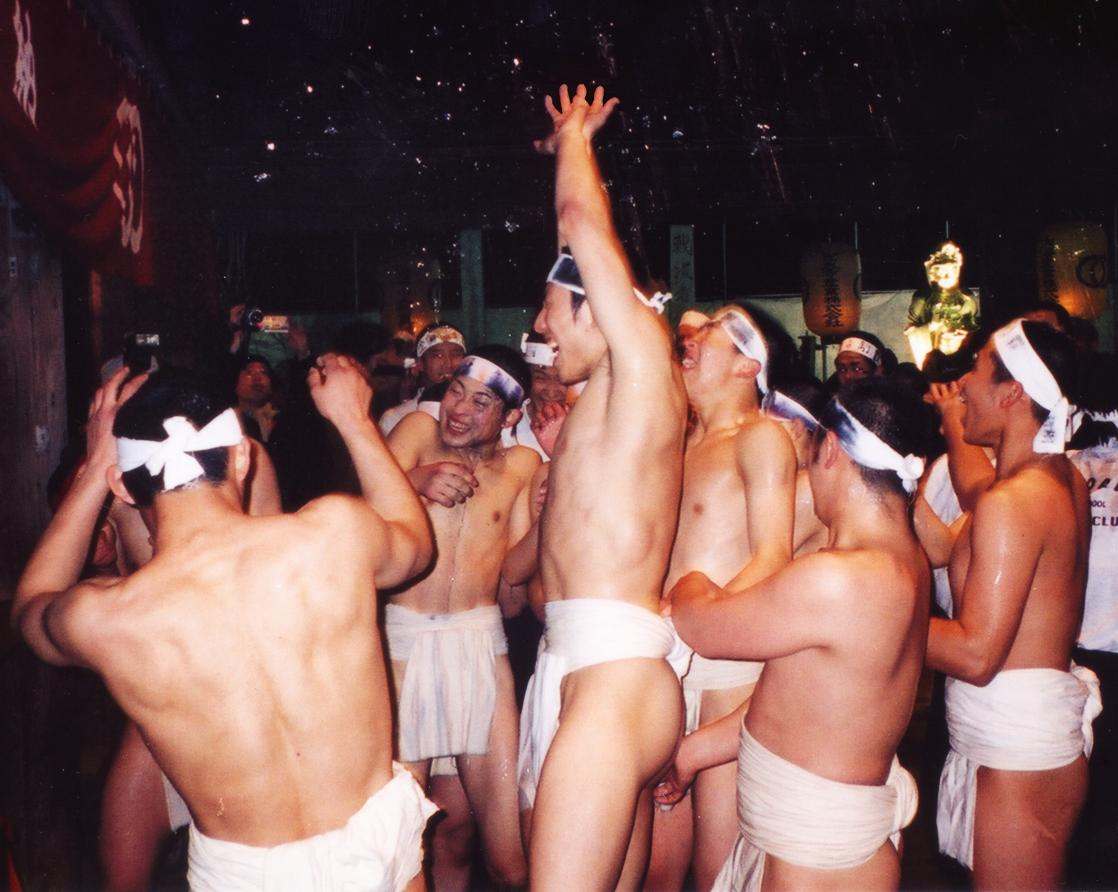
Momentka z festivalu

Hadaka Macuri (japonsky 裸祭り), někdy zvaný rovněž festival nahých, je japonská společenská událost starší více než 1200 let. Koná se pravidelně každý rok na ostrově Honšú, v prefektuře Aiči, okolo šintoistické svatyně v Inazawě. Vždy třetí únorovou sobotu se sejdou muži, aby svou účastí vyjádřili vděčnost za bohatou sklizeň, blahobyt a plodnost. V roce 2024 se části festivalu mohly účastnit i vybrané ženy.

## Podoba festivalu
Shromáždění muži absolvují očistu v ledové vodní lázni a poté se účastní náboženského obřadu v chrámu. Muži jsou zahaleni pouze bederní rouškou a na nohách mají bílé ponožky. Účastnící se ženy jsou zcela oděné a jejich činnost spočívá v přinášení rituálních obětí z bambusové trávy. Během půl hodiny spolu muži soupeří, kdo se z nich dotkne dřevěných hůlek. Hůlky během posledních asi pěti set let nahradily původní papírové talismany. Těm z mužů, kteří uspějí, mají mít podle pověry po celý následující rok štěstí. Ostatní ze soupeřících mužů se snaží sokovi předat dotykem smůlu dříve, než bude stažen do bezpečí svatyně. Urputnost zápasu je taková, že jeho účastníci mívají škrábance, modřiny či poraněná kolena nebo zápěstí. Závěrečné soubojové části se již ženy neúčastní.